# Apogonia corpoorali
Apogonia corpoorali är en skalbaggsart som beskrevs av Moser 1924. Apogonia corpoorali ingår i släktet Apogonia och familjen Melolonthidae. Inga underarter finns listade i Catalogue of Life.